# Demiševci
Demiševci bosnyák falu Bosznia-Hercegovinában, a Bosznia-hercegovinai Föderáció Una-Szanai kantonjában, Sanski Most községben.

## Fekvése
Bosznia-Hercegovina északnyugati részén, Bihácstól légvonalban 59, közúton 80 km-re keletre, Sanski Mosttól légvonalban 4, közúton 5 km-re északnyugatra fekvő dombos, erdős területen, a Sansko polje (Szanai-síkság) északi részén, Brdani és Husimovci között fekszik. 

## Népessége
| Nemzetiségi csoport | Népesség 1991 | Népesség 2013 |
| ------------------- | ------------- | ------------- |
| Szerb               | 0             | 2             |
| Bosnyák             | 496           | 432           |
| Horvát              | 0             | 0             |
| Jugoszláv           | 1             | 0             |
| Egyéb               | 1             | 6             |
| Összesen            | 498           | 440           |

## Története
1879-ben 130 lakosa volt, mind muszlimok, akik a kamengradi muszlim gyülekezethez tartoztak. Ezen a vidéken fazekasságot kizárólag Demiševciben, 15 háztartásban gyakorolták, főként agyagedények gyártásával foglalkoztak. A fazekasok Sanski Mostban és a szomszédos piacokon árulták termékeiket.
Demiševci falu és lakói a boszniai háború idején 1992-től 1995-ig hasonló sorsra jutottak, mint a község legtöbb olyan helye, ahol a bosnyákok voltak többségben. A helyieket kiűzték otthonaikból, sokukat táborokba zárták, számos olyan bűncselekményt követtek el, amelyben ártatlan civilek haltak meg. Demiševciben hét civilt öltek meg a szerb erők, akik közül a legfiatalabb áldozat tizenhárom éves volt, és nevük a mártíremléktáblán található, amelyet ezen a helyen állítottak fel az összes áldozat emlékére. Az itteni muszlim hívek a husimovci gyülekezethez tartoznak. 1898 óta a gyülekezetnek csak egy imaháza volt, amelyet a második világháborúban a partizánok felégettek. 1946-ban újból felépült, majd 1956-ban felújították, és masjidként és mektebként is használták, Az új mecsetet 2006-ban nyitották meg.

## Nevezetességei
- Demiševciben korábban nem volt mecset, csak imaház. A „Demigrad” mecsetet 1999-ben alapították és 2006. július 8-án nyitották meg.[7]
- A gyülekezetben két mártír-emlékmű is található, az egyik a második világháborúban honvédként életét áldozó mártíroknak, a másik pedig a 92-95-ös agresszió idején elesett vértanúknak.[6]